# Celosia cuneifolia
Celosia cuneifolia är en amarantväxtart som beskrevs av John Gilbert Baker. Celosia cuneifolia ingår i släktet celosior, och familjen amarantväxter. Inga underarter finns listade i Catalogue of Life.